# Santiago Herrero (giocatore di calcio a 5)
Santiago Herrero Amor, detto Santi (Saragozza, 27 marzo 1971), è un allenatore di calcio a 5 ed ex giocatore di calcio a 5 spagnolo, campione del mondo nel 2000 e campione europeo con la Nazionale spagnola nel 2001.

## Carriera

### Club
Utilizzato nel ruolo di difensore, Herrero è cresciuto calcisticamente nell'AJC Palafox, passando poi al Sego Saragozza con cui ha vinto un campionato spagnolo nel 1995 ed una coppa di Spagna nel 1993. Si è poi trasferito al CLM Talavera con cui ha vinto un altro campionato nel 1997 ed un European Champions Tournament nel 1998. Ha terminato la carriera come giocatore di club nel DKV Seguros Zaragoza di cui è stato anche capitano.

### Nazionale
Con la nazionale maschile di calcio a 5 della Spagna è stato campione del mondo al FIFA Futsal World Championship 2000 dove in finale ha battuto il Brasile; l'anno successivo ha preso parte alla spedizione spagnola all'Europeo di Russia, vincendo la medaglia d'oro. In totale, ha disputato 54 incontri con la Nazionale, mettendo a segno 28 reti.

## Palmarès

### Club

#### Competizioni nazionali
- Campionato spagnolo: 2

Sego Saragozza: 1994-95
CLM Talavera: 1996-97
- Coppa di Spagna: 1

Sego Saragozza: 1992-93

#### Competizioni internazionali
- European Champions Tournament: 1

CLM Talavera: 1997-98

### Nazionale
- Campionato mondiale: 1

Guatemala 2000
- Campionato d'Europa: 1

Russia 2001